# 다나카 다쓰지
다나카 다쓰지(일본어: 田中 辰次, 1944년 10월 27일 ~ )는 일본의 전 프로 야구 선수이다. 오사카부 사카이시 출신이며 현역 시절 포지션은 내야수였다.

## 인물
고코쿠 상업고등학교에서는 팀 동료 다메이케 도시타카와 함께 클린업 타자로 활약했다. 1962년에는 우익수 겸 5번 타자로서 하계 고시엔 오사카부 예선 결승에 진출했지만 도다 요시노리, 나카쓰카 마사유키가 소속된 PL가쿠엔 고등학교한테 패했다. 고교 졸업 후 사회인 야구팀인 사기노미야 제작소에 입사하여 1965년 제36회 도시 대항 야구 대회에서는 입정교성회의 보강 선수로 출전했다. 이 대회의 2번 타자로서 적시타를 날리는 등 팀의 첫 승리에 기여했고 우수 선수상을 수상했다.
1965년 프로 야구 드래프트 회의에서 니시테쓰 라이온스로부터 5순위 지명을 받고 입단했다. 2루수, 3루수, 유격수, 외야수를 다루는 유틸리티 플레이어로서 1년차에 17경기, 2년차에는 28경기에 출전했다. 하지만 타격 성적이 부진하는 등 고전을 면치 못하다가 결국 1967년 시즌 종료 후 프로에 입단한지 겨우 2년 만에 현역에서 은퇴했다.

## 상세 정보

### 출신 학교
- 고코쿠 상업고등학교

### 선수 경력
- 사기노미야 제작소
- 니시테쓰 라이온스(1966년 ~ 1967년)

### 등번호
- 48(1966년 ~ 1967년)

### 연도별 타격 성적
| 연 도      | 소 속      | 경 기 | 타 석 | 타 수 | 득 점 | 안 타 | 2 루 타 | 3 루 타 | 홈 런 | 루 타 | 타 점 | 도 루 | 도 루 자 | 희 생 번 | 희 생 플 | 볼 넷 | 고 4 | 사 구 | 삼 진 | 병 살 타 | 타 율 | 출 루 율 | 장 타 율 | O P S |
| ---------- | ---------- | ----- | ----- | ----- | ----- | ----- | ------- | ------- | ----- | ----- | ----- | ----- | -------- | -------- | -------- | ----- | ---- | ----- | ----- | -------- | ----- | -------- | -------- | ----- |
| 1966년     | 니시테쓰   | 17    | 10    | 9     | 3     | 0     | 0       | 0       | 0     | 0     | 0     | 2     | 0        | 0        | 0        | 0     | 0    | 1     | 3     | 0        | .000  | .100     | .000     | .100  |
| 1967년     | 니시테쓰   | 28    | 38    | 33    | 1     | 3     | 1       | 0       | 0     | 4     | 1     | 2     | 3        | 3        | 0        | 1     | 0    | 1     | 8     | 2        | .091  | .143     | .121     | .264  |
| 통산 : 2년 | 통산 : 2년 | 45    | 48    | 42    | 4     | 3     | 1       | 0       | 0     | 4     | 1     | 4     | 3        | 3        | 0        | 1     | 0    | 2     | 11    | 2        | .071  | .133     | .095     | .229  |